# Tivoli Management Framework
Tivoli Management Framework （TMF、チボリ・マネージメント・フレームワーク）は、IBMのシステム管理ソフトウェアであるTivoli製品群の一部が使用するフレームワークである。
TMFを開発したチボリシステムズ社(Tivoli Systems Inc.)は1996年にIBMに買収され、IBMソフトウェア事業部に統合された。TMFはCORBAベースのアーキテクチャで、多数の遠隔拠点やデバイスを管理できる。
TMFの利点は、TMFの上で稼働する各システム監視機能に対してオブジェクト指向の共通プラットフォームを提供することで、多様なオペレーティングシステムを含めたクロスプラットフォーム環境と、小規模から大規模までのスケーラビリティを提供する。難点としてはTMFの導入管理が必要な分、複雑となる。最新バージョンは4.3で、TMFが現在サポートする主なプラットフォームには、Microsoft Windows、AIX、Solaris、HP-UX、IBM i (OS/400)、およびz/OSなどがある。過去のバージョンではOS/2、SunOS、NetWareなどもサポートしていた。
現在のTivoliブランドのシステム管理ソフトウェア製品群のうち、旧チボリシステムズ社の製品群が主にTMFを使用している。しかしチボリシステムズ社買収以前からのIBMのシステム管理製品群や、以後に買収したCandleやNetcoolなどでは使用されていない。

## TMF使用製品
- IBM Tivoli Configuration Manager (TCM) - 構成管理。
- IBM Tivoli Distributed Monitoring (DM) - 稼働監視。IBM Tivoli Monitoring (ITM)の前身。
- IBM Tivoli Monitoring (ITM) - V6以降はOMEGAMONアーキテクチャとなりTMFは使用しない。
- IBM Tivoli Enterprise Console (TEC) - イベント管理。後継のIBM Tivoli Netcool OMNIbus ファミリーはTMFは使用しない。
- IBM Tivoli NetView - ネットワーク管理。SNMP使用の際にTMFを使用する事もできる。後継のIBM Tivoli Network Manager (TNM)はTMFは使用しない。
- IBM Tivoli Remote Control - VNCを含む遠隔管理。
- IBM Tivoli System Automation Application Manager (SA AM)
- IBM Tivoli System Automation for Multiplatforms (TSA)
- IBM Tivoli Security Information
- IBM Tivoli Workload Scheduler (TWS) - ジョブ管理